# ماموت ۹۸۷۹
سیارک ۹۸۷۹ (به انگلیسی: 9879 Mammuthus، نامگذاری:1994PZ29) نه هزار و هشتصد و هفتاد و نهمین سیارک کشف شده‌است که در ۱۲ اوت ۱۹۹۴ کشف شد.
قدر مطلق سیارک برابر ۱۲.۹ است.